# North Shore City
North Shore City – miasto w Nowej Zelandii, w aglomeracji Auckland, na Wyspie Północnej, nad zatoką Hauraki i kanałem Rangitoto. Według danych z 2012 roku miasto liczyło 280 323 mieszkańców, co czyni je czwartym pod względem liczby ludności miastem w tym państwie.

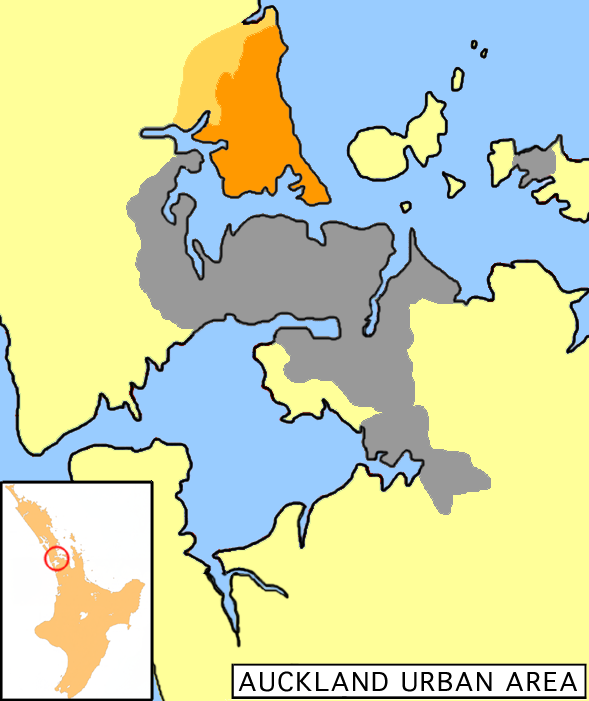
Położenie North Shore City (kolor pomarańczowy) w aglomeracji Auckland

## Miasta partnerskie
- Taizhong, Republika Chińska
- Qingdao, Chińska Republika Ludowa